# Accident d'un Mi-8 de la garde nationale tadjik
Le 6 octobre 2010, un hélicoptère Mi-8 de la garde nationale du Tadjikistan (en) s'écrase dans la vallée de Racht, au Tadjikistan. Les 28 personnes a bord périssent dans l'accident, le plus meurtrier de l'aviation tadjik depuis 1997.

## Contexte
L'hélicoptère de la garde nationale du Tadjikistan se posait près d'Ezgand et de Tavildara, dans la vallée de Racht, de retour d'une opération militaire contre des insurgés islamistes. Selon les sources officielles, l'hélicoptère a percuté des lignes à haute tension et s'est écrasé dans la rivière environnante. L'accident fait 28 morts et aucun survivant,.